# Probles gilvipes
Probles gilvipes là một loài tò vò trong họ Ichneumonidae.